# Râul Șeștini
Râul Șeștini este un curs de apă, afluent al râului Bistricioara.

## Hărți
- Harta județului Harghita
- Harta Munților Giurgeului  Arhivat în 27 septembrie 2007, la Wayback Machine.